# جون هيلمر
جون هيلمر (بالإنجليزية: John Helmer)‏ هو مغني وكاتب أغاني بريطاني، ولد في 1956.

## وصلات خارجية
- جون هيلمر على موقع ميوزك برينز (الإنجليزية)
- جون هيلمر على موقع ميوزك برينز (الإنجليزية)
- جون هيلمر على موقع ديسكوغز (الإنجليزية)